# La Puebla de Castro
La Puebla de Castro é um município da Espanha na província de Huesca, comunidade autónoma de Aragão, de área 29,54 km² com população de 403 habitantes (2007) e densidade populacional de 12,59 hab/km².

## Demografia
| Variação demográfica do município entre 1991 e 2004 | Variação demográfica do município entre 1991 e 2004 | Variação demográfica do município entre 1991 e 2004 | Variação demográfica do município entre 1991 e 2004 |
| --------------------------------------------------- | --------------------------------------------------- | --------------------------------------------------- | --------------------------------------------------- |
| 1991                                                | 1996                                                | 2001                                                | 2004                                                |
| 298                                                 | 306                                                 | 321                                                 | 372                                                 |

## Património
- Ermida de San Román - magnífico templo românico (século XII) de nave única com ábside semicircular, decorada com arte mudéjar perfeitamente conservada. Devido à beleza das suas pinturas murais dos séculos XVI e XVII está classificada como Bem de Interesse Cultural[3].